# Pápua Új-Guinea történelme
Új-Guinea sziget keleti részének és a mai Pápua Új-Guinea történelme.

## Az írott történelem előtt
Új-Guinea szigete az őskor óta lakott hely. Őslakói a pápua népek, akik kb. 60 000 éve érkeztek a területre, az afrikai elvándorlás egyik legkorábbi embercsoportjaként. Gyűjtögető és vadászó életmódot folytattak, számos törzsük harcban állt egymással, jellemző volt a kannibalizmus. A második nagy bevándorló hullám a melanézek migrációja volt, akik kb. 3000 éve telepedtek meg a környező kisebb szigeteken és a fősziget keleti, délkeleti és északi partvidékén.

## Felfedezések, expedíciók
A pápuák földjének írott történelme a 16. században, a nagy földrajzi felfedezések idején kezdődik. Az első európaiak akik meglátták az addig ismeretlen szigeteket portugál hajósok voltak. 1512-ben Antonia d’Abreu és Francisco Serrano fedezték fel Új-Guineát. Az első európai, aki partra szállt a szigeten Jorge de Meneses volt, 1526-ban. Meneses nevezte el a szigetet Ilhas dos Papuasnak, azaz a pápuák szigetének. A papua vagy papuva szó maláj eredetű, az „orang papuva” göndör hajú embert jelent. Így nevezték a malájok a szigetviláguktól keletebbre lakó sötét bőrű népeket.
A fősziget nevét egy spanyol hajósnak, Ynigo Ortiz de Retesnek köszönheti. 1545-ben az északi partvidéket követte mintegy 1300 km hosszúságban, és többször partra is szállt. Mivel a vidék nagyon hasonlított az afrikai Guinea partvidékére, elnevezte Nueva Guineának, vagyis Új-Guineának. Ekkoriban azt hitték, hogy Új-Guinea a Nagy Déli Kontinens része.
Új-Guinea sziget mivoltát egy másik spanyol felfedező, Luis Vaez de Torres bizonyította be. Torres 1606-ban a sziget déli partjai mentén hajózott nyugat felé, amikor megtalálta az ausztráliai York-félsziget és Új-Guinea közötti sekély vizű átjárót, amit később róla neveztek el. A 17. és 18. században számos európai expedíció – holland, angol, majd francia – érintette Új-Guinea partjait, de a hajók utasai, a harcias törzsek támadásaitól tartva, nem mertek letelepedni. Arra nem is gondoltak, hogy megkíséreljék a behatolást a sziget belsejébe. Ettől nemcsak az emberevő őslakók tartották vissza őket, hanem a hegyek előterében elterülő egészségtelen mocsárvilág is. Új-Guinea szívébe csak a 20. században sikerült behatolnia fehér embernek.
1643-ban Abel Tasman az Új-Guinea melletti szigetvilágban hajózott és felfedezte Új-Britannia és New Ireland szigeteket. A 18. században az angolok is elkezdtek érdeklődni Új-Guinea iránt. 1767-ben Philip Carteret kapitány a kisebb szigeteket brit gyarmatnak nyilvánította.
A 19. században fontosabb expedíció volt a francia Jules d’Urville útja, amikor a déli partok mentén elhajózott és a mai Port Moresby mögött fekvő hegységet hajójáról Astrolabe-nak nevezte el. 1842-ben az angol Blackwood kapitány Fly nevű hajóján a Pápua-öböl egy részét átvizsgálja és behatol a hajójáról elnevezett folyó torkolatába. 1871-ben az orosz etnográfus, Nyikolaj Mikluho-Maklaj az északkeleti parton több hónapot tölt el a bennszülött törzsek között, és még öt alkalommal visszatért a szigetre. 1873-ban a brit John Moresby kapitány felfedezi azt a kikötőhelyet, amely köré Pápua Új-Guinea jelenlegi fővárosa épült. 1875-ben a szenvedélyes olasz természettudós, Luigi Maria d’Albertis első útjára indul Új-Guinea leghosszabb folyóján, a Flyon. 1891-ben Fenichel Sámuel az Astrolabe-öböl vidékén madártani és néprajzi gyűjtőmunkát végez, de a malária két év múlva kioltotta életét.

## Gyarmati korszak
Az európai gyarmatosítók eleinte nem sok figyelmet fordítottak a szigetre. A 19. század elején a hollandok szerveztek több expedíciót Új-Guinea nyugati felébe, az általuk már korábban gyarmatosított Indonézia felől. 1824-ben a hollandok megállapodtak Anglia képviselőivel Új-Guinea felosztásáról. A sziget közepén meghúzott határvonal napjainkban is Indonézia és Pápua Új-Guinea határát jelenti. Az egyenes határvonal a sziget közepén húzódik és elválasztja egymástól az azonos kultúrájú pápua népcsoportokat.
A határvonaltól nyugatra a hollandok építettek ki kereskedelmi telepeket, míg a keleti oldalon az angolok berendezkedése csak ímmel-ámmal haladt. Kihasználták ezt a helyzetet a németek , akik az északi partokon és a környező szigeteken (Bismarck-szigetek mind nagyobb befolyásra tettek szert. A gyarmatosítók végül megosztoztak: 1884-ben Új-Guinea északkeleti részét Németország, a délkeleti területeket pedig az Egyesült Királyság gyarmatának nyilvánították. Az utóbbi a Brit Új-Guinea (British New Guinea) nevet kapta, és a londoni kormány 1906-ban átadta Ausztráliának. Ettől kezdve szerepel a szigetnek ez a része Pápua Terület (Territory of Papua) néven. Új-Guinea nyugati fele továbbra is holland gyarmat maradt.
A németek uralta északkeleti terület hivatalos neve Német Új-Guinea volt. Ez magába foglalta Vilmos császár-földet, a Bismarck-szigeteket és a Salamon-szigetek északi szigeteit.
Az első világháború kezdetén, 1914-ben Ausztrália csapatai elfoglalták a német gyarmatot és katonai igazgatás alá helyezték. 1920-ban népszövetségi mandátumterületté nyilvánították (Mandated Territory of New Guinea) és a katonákat ausztrál polgári tisztviselők váltották fel.
1927-ben újabb jelentősebb expedíció indult a sziget belső területeire. Charles Karius és Ivan Champion küzdelmes utazással átszelték Új-Guineát a sziget legszélesebb részén, a Flytól a Sepik folyóig. 1929-ben az új-guineai munkások és a bennszülött rendőrség tagjai jól szervezett sztrájkot kezdtek Rabaulban. Az ausztrál telepesek körében a sztrájk nagy megrázkódtatást és pánikot keltett.
1933-ban Michael és Dan Leahy, valamint James Taylor felkeresik az új-guineai felvidék nagy völgyeit, s egészen Mount Hagenig jutnak el. 1935-ben Jack Hides és James O’Malley átszelik a Nagy Pápua-fennsíkot és a Déli-felvidéket. 1937-ben a rabauli vulkánkitörés félezer tolai őslakost pusztít el, s az ausztrál kormányt arra készteti, hogy Lae-t jelölje ki Új-Guinea Terület fővárosának, amely már a Bulolo vidéki aranylelőhelyek virágzó központja.
A második világháború alatt, 1942-ben Új-Guinea északi része és a szigetek egy évre a japánok megszállása alá kerülnek. A háború után, 1945. október 30-án visszaállították a polgári kormányzást.

## A függetlenség felé
1946-ban a korábbi új-guineai népszövetségi mandátum-területből ENSZ gyámsági terület lett, amelyet a Pápua Területtel együtt továbbra is Ausztrália igazgat. 1949-ben az északi Új-Guinea Terület és a déli Pápua Terület közigazgatását összevonták, s ezzel létrejött Pápua és Új-Guinea Terület. Ugyanebben az évben a két egyesített tartomány fővárosává Port Moresbyt tették meg az ausztrál hatóságok.
A fokozatos önállóság útján először, 1951-ben ült össze a Törvényhozó Testület, de ennek 29 tagja közül csak 3 volt választott személy. 1960-ban már a testület 12 tagját választották, de az igazi áttörés csak 1964-ben következett be, amikor létrehozták Pápua és Új-Guinea parlamentjét (House of Assembly). Az első parlament 64 tagja közül 54 nyerte el tisztségét választás útján. A tagok közül 38-at a pápua őslakók választottak. Megszüntették az őslakókkal szembeni szesztilalmat és az államigazgatás törvényt hozott a faji megkülönböztetés és elkülönítés megszüntetésére.
1965-ben Ausztráliában határozatot hoztak az első pápua egyetem létesítéséről, amelyet a következő évben Port Moresbyben meg is nyitottak. 1967-ben alakult meg a pápua függetlenségért küzdő Pangu Pati, melynek első elnöke Michael Somare lett. Az 1968-as választásokon tovább bővült a parlament hatásköre, előretört a Pangu Pati. Hét őslakos miniszteri rangot kapott az új kormányban. Valóságos önigazgatásról még nem lehetett szó, mivel a hatalom az ausztrál kormány által kinevezett adminisztrátor és a hétezer főnyi fehér tisztviselő réteg kezében volt.
Az igazi áttörést az 1972-es választások jelentették, amikor a pápua Michael Somare lett a kormányfő. Az ausztrálok hatalma fokozatosan gyengült.
Sok vitára adott okot az állam elnevezése. Többen a pidzsin kiejtés szerinti Niugini vagy Papua Niugini nevet javasolták. Végül is megmaradt a régi angol név, csak az „és” kötőszót kihúzták belőle (Papua New Guinea). Ez a kis helyesbítés látszólag nem sokat mond, valójában azonban azt jelenti, hogy a két országrészből (Pápua területből és Új-Guinea területből) egyetlen egységes állam született: Pápua Új-Guinea.
A teljes függetlenség 1975. szeptember 16-án valósult meg. Az ország első miniszterelnöke Michael Somare lett.

## A független pápua állam
Az Ausztráliától függetlenedett Pápua Új-Guineában az 1977-es választásokon a szavazók többsége bizalmat szavazott Michael Somare miniszterelnöknek és a Pangu Patinak. Sorra jöttek létre a politikai pártok. 1980-ban Sir Julius Chan lett az új miniszterelnök. Két év múlva ismét Somare szerezte meg a kormányfői tisztséget. Kialakult a parlamenti váltógazdaság. Gyakran váltották egymást a különböző többpárti koalíciós kormányok.
1989-ben Bougainville szigeten felkelés tört ki. A lázadás célja a sziget elszakadása volt Pápua Új-Guineától. 1997-ben megegyezéssel ért véget a bougainville-i felkelés, a sziget autonómiát kapott.
A pápua állam legfontosabb gazdasági partnere a volt gyarmattartó Ausztrália lett, Canberrából jelentős segítség érkezett Port Moresbybe. Az utóbbi években Pápua Új-Guinea gazdasága fejlődésnek indult, ez főként az ásványkincsek (kőolaj) exportálásának is köszönhető.